# Autopista de la Mediterrània
L'autopista de la Mediterrània o  AP-7  és un eix que comunica tota la costa que banya la mar Mediterrània, des de la frontera amb França, fins a Múrcia, i de Màlaga fins a Algesires, A-48 a Cadis passada La Línea de la Concepción. Aquesta autopista forma part de la ruta europea E-15 i tenia majoritàriament trams de peatge i alguns trams lliures determinats al Reial Decret 1421/02, de 27 de desembre. El seu disseny i construcció, que trenca amb la tradicional concepció radial amb centre a Madrid.

## Història de la construcció
L'AP-7 neix fruit de les pressions del Banc Mundial, que recomanà la construcció d'un corredor mediterrani per a vehicles. En no voler el govern franquista finançar-la, es va recórrer al finançament privat, motiu per el qual va ser de peatge fins la dècada dels 2010s. El 1961 s'aprobà el Pla General de Carreteres, on ja apareixia la connexió del mediterrani per autopista, i el 1963 s'aprovà un prèstec del Banc Mundial per valor de 33 milions de dòlars destinat a la construcció i acondicionament de les carreteres de Madrid a Barcelona, de Barcelona a Alacant i de Madrid a Alacant.
El 1967 es va aprovar el primer tram, de Montmeló a La Jonquera, i el 1968 el tram de Tarragona a Barcelona, i s'anà inaugurant per trams entre el 1971 i el 1976, quan va entrar en funcionament la connexió amb França per La Jonquera.
Els tram de Tarragona a València va ser aprovat el 1971, i el de València a Alacant el 1972. Entre 1974 i 1978 es va posar en servei de Tarragona a València, i entre 1976 i 1985 el tram de València a Alacant.
Els trams a nord i sud de Barcelona serien dos carreteres independents, fins la construcció de la variant de Barcelona corresponent al tram de Montmeló al Papiol el 1977.
El 2004 s'amplià el tram de Montmeló al Papiol a qutre carrils, i el 2008 el tram de Barcelona a Salou s'amplià a tres.

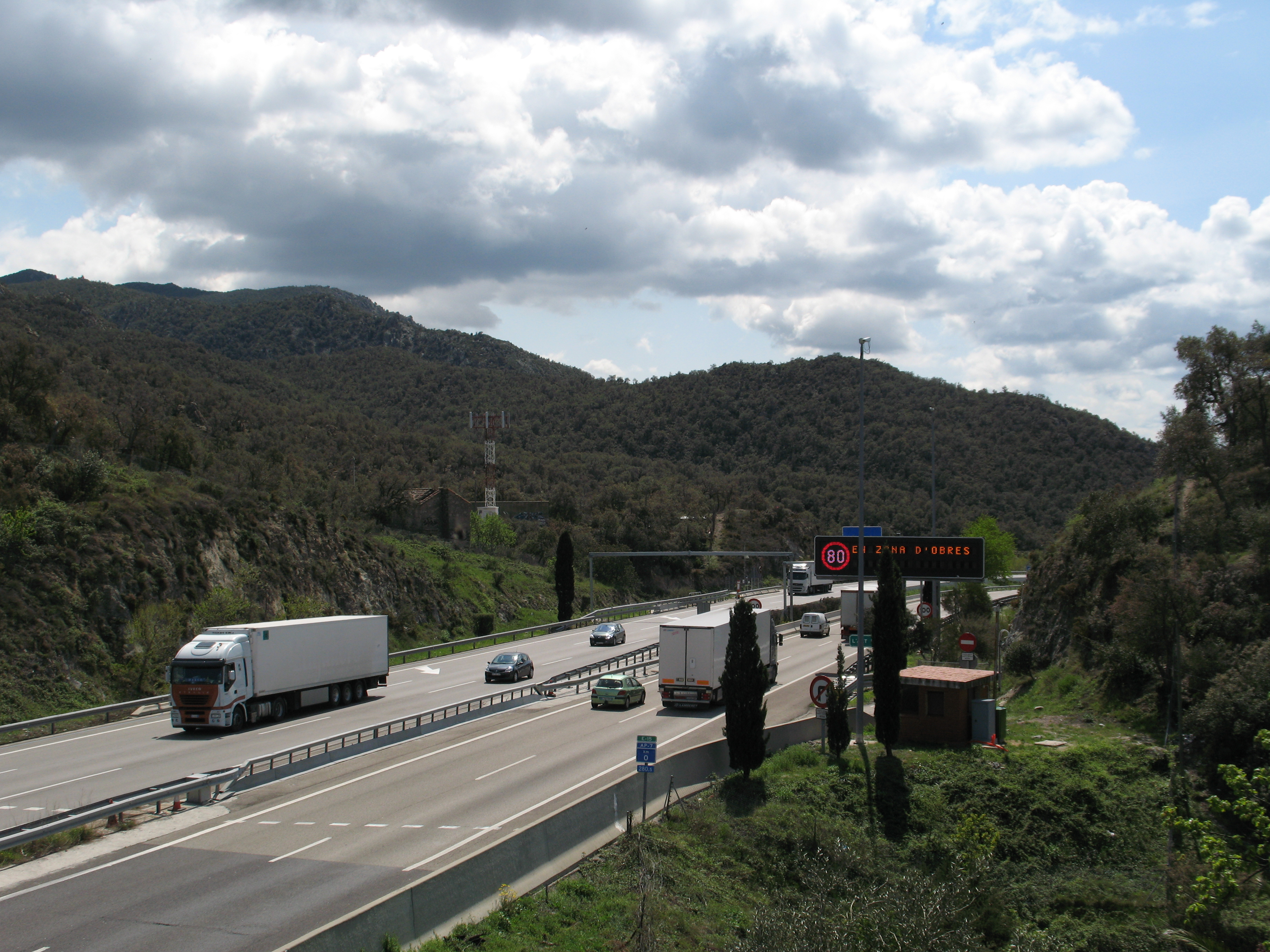
Quilòmetre zero de la AP-7, a La Jonquera

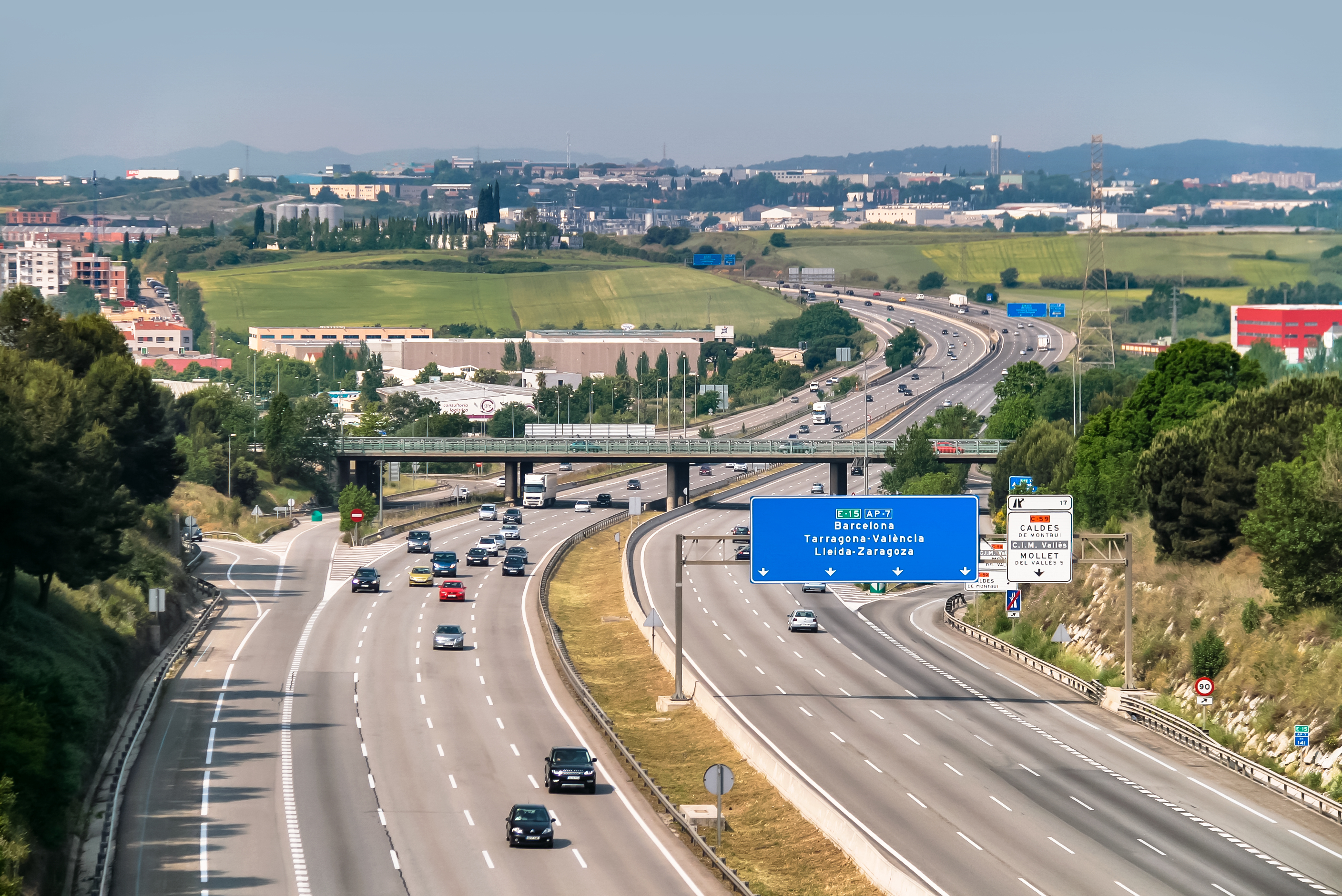
AP-7 al seu pas per Mollet del Vallès

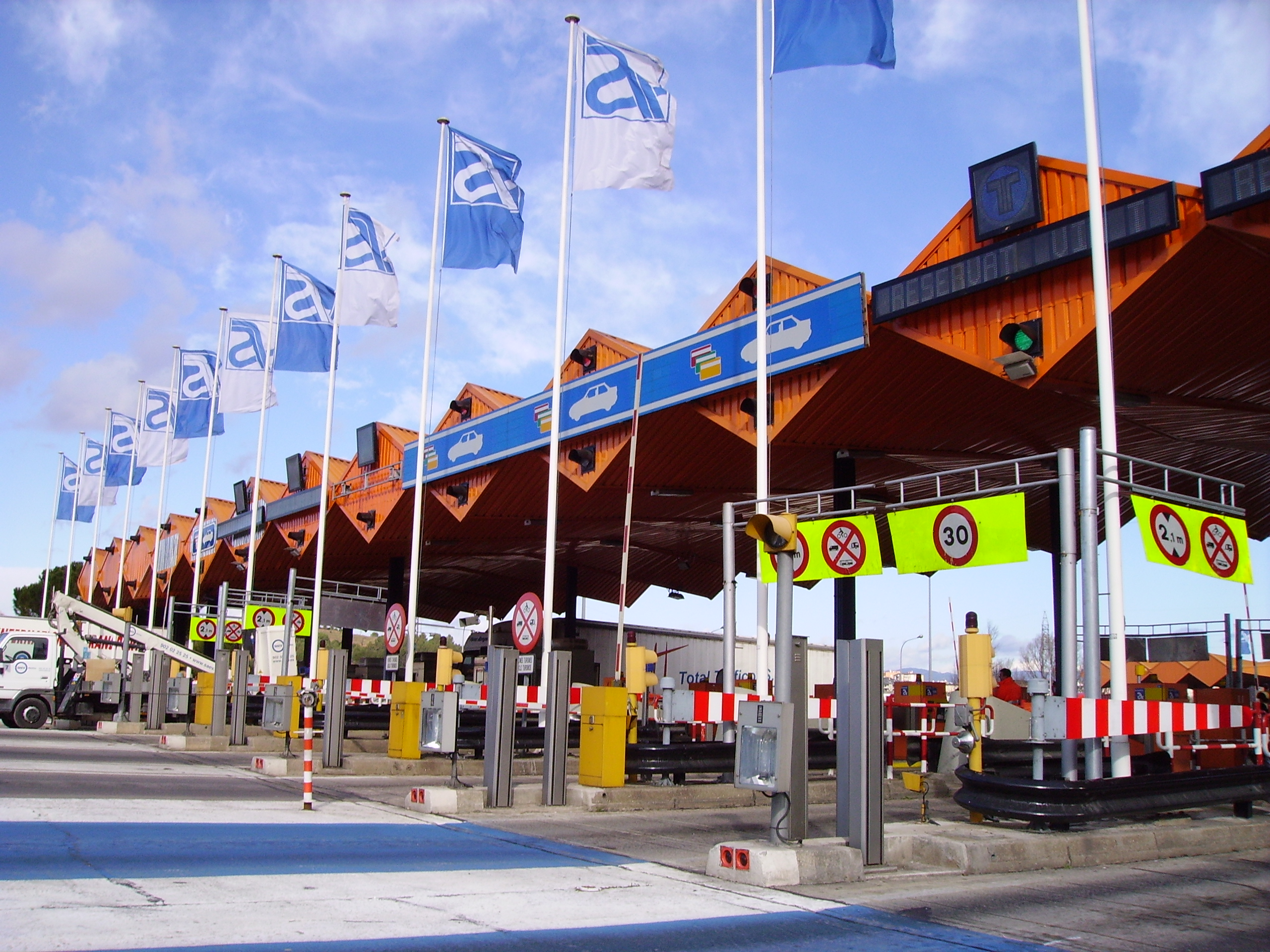
Peatge de Martorell, a l'AP-7

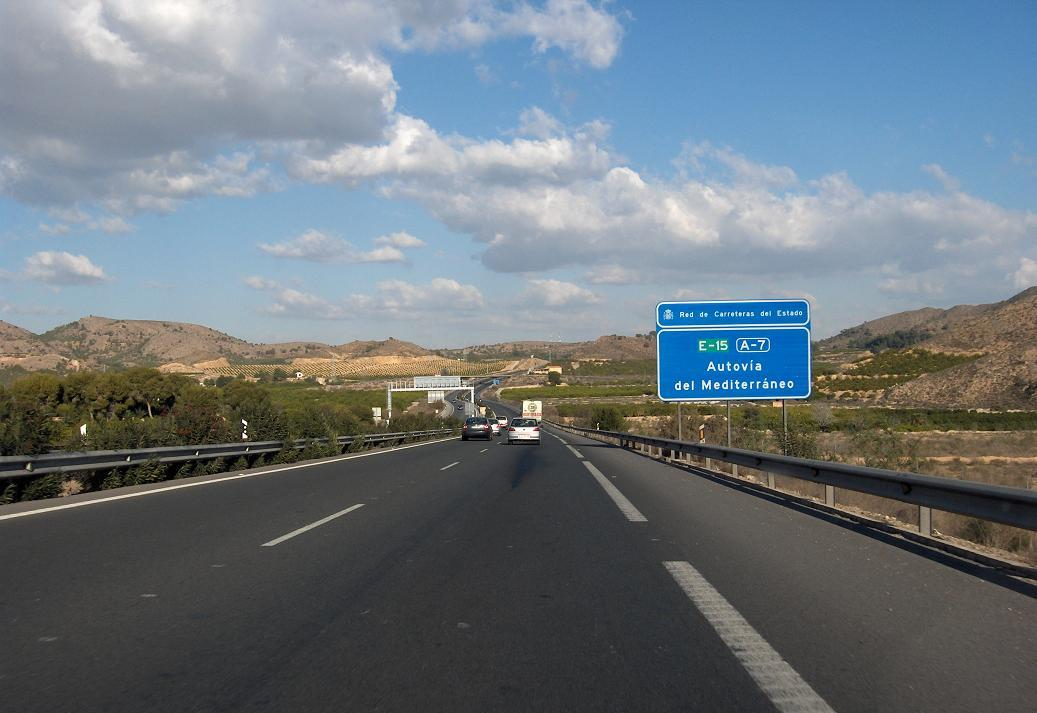
Autopista del Mediterrani al seu pas per la Regió de Múrcia.

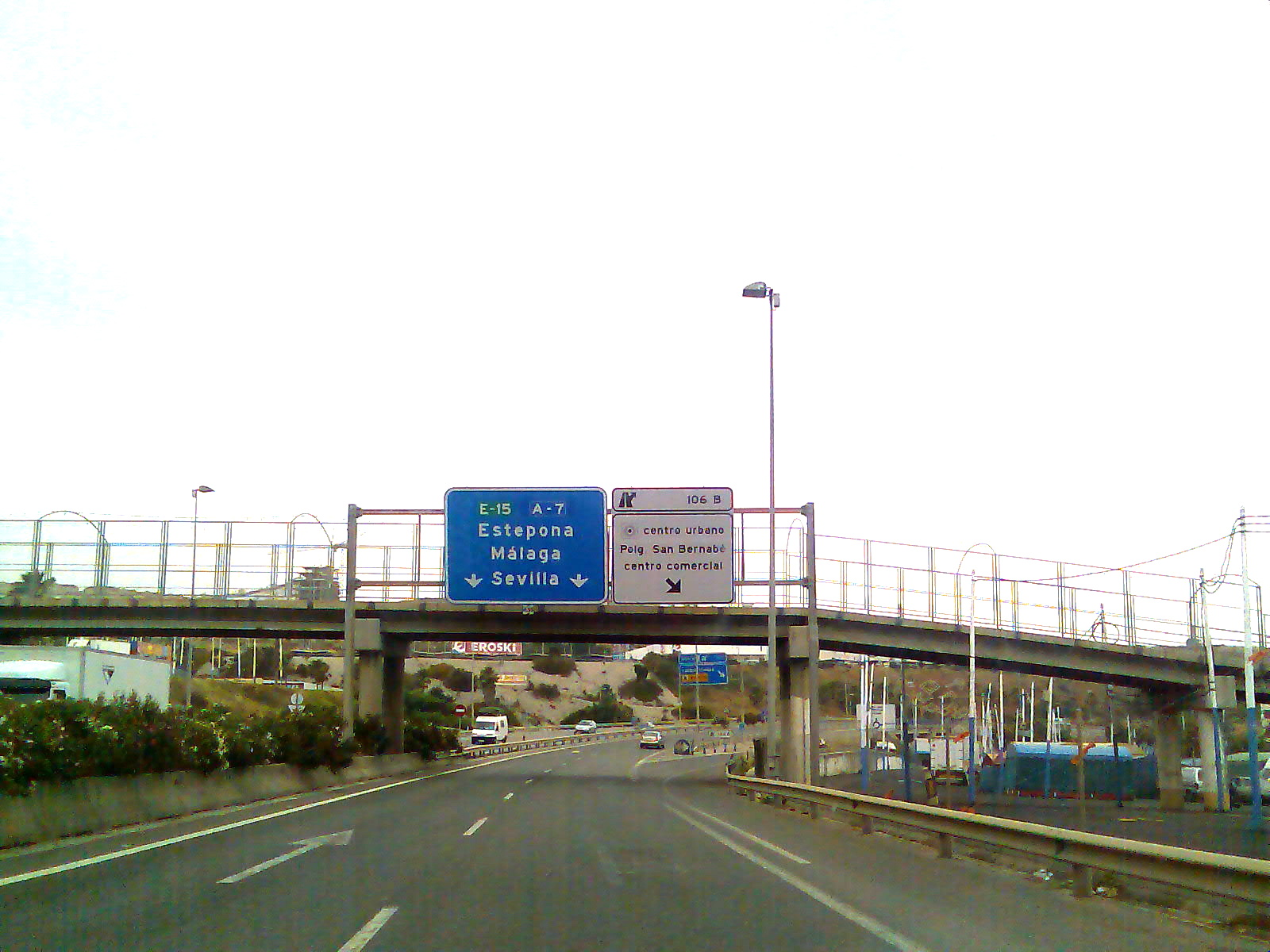
L'autopista al seu pas per Algesires

Al seu pas pel Vallès Occidental, començant a Barberà del Vallès fins a Rubí, l'autopista compta amb les calçades laterals anomenades B-30. Aquestes s'utilitzaven perquè el trànsit local pogués circular sense pagar el peatge que l'AP-7 tenia a l'altura de Sant Cugat del Vallès.

## Concessions
- Els trams Montmeló-La Jonquera, el Papiol-Montmeló i Barcelona-Tarragona, la concessió dels quals corresponia a Abertis (abans ACESA), tenien com a data final de la concessió el 31 d'agost de 2021.[15] Es va estar estudiant prorrogar la concessió d'aquest tram per altres 2 anys a causa de l'alta rendibilitat de la mateixa per a l'empresa concesionaria.[16] Finalment i després d'una moció al Congrés dels Diputats, es va aprovar no renovar les concessions de l'AP-2 i AP-7, ni tampoc augmentar les tarifes de les mateixes durant el temps que resta ni construir noves autopistes de peatge a Catalunya.[17] El mateix 31 d'agost va finalitzar la concessió com estava previst i la carretera va quedar alliberada.

- Els trams Tarragona-València i València-Alacant, la concessió dels quals corresponia a Abertis (abans AUMAR), van acabar la seva concessió el 31 de desembre de 2019, com estava previst. Aquesta concessió originalment acabava el 31 de desembre de 1996, moment en què va ser allargada.[18] El 2017 hom va considerar allargar la concessió més enllà del 2019, cosa que va ser criticada negativament pel grup polític governant aleshores al País Valencià, Compromís.[19] El 2018, la Confederació d'Associacions de Veïns del País Valencià va defendre l'alliberament del peatge de l'autopista animant al nou govern que va haver al mes de juny d'eixe any perquè ho faça per a compensar per l'infrafinançament del territori valencià en la situació de la balança fiscal del País Valencià amb Espanya. Un dels altres arguments per a l'alliberament de l'autopista seria la millora de vida dels pobles per on passen carreteres nacionals que es descongestionarien: hi hauria menys contaminació acústica i menys accidents.[20] Amb el canvi de govern que va ocórrer a meitat de 2018, el Partit Popular canvià de parer i defensà la gratuïtat de l'autopista.[21] El ministeri de Foment anuncià el juny de 2018 que a partir del 2020 seria gratuïta.[22] L'octubre de 2018 el ministeri cancel·là aquesta intenció.[23] Per la fi de concessions a Aumar per al 31 de desembre de 2019, aquesta empresa presentà l'octubre de 2019 un expedient de regulació d'ocupació (ERO) per a 140 treballadors del tram que va "entre Hospitalet de l'Infant (Baix Camp) i Alacant i l'AP-4 entre Sevilla i Cadis".[24] Finalment, s'establí la gratuïtat des d'Alacant fins Tarragona l'1 de gener de 2020.[25]

- El tram de circumval·lació d'Alacant, la concessió corresponia a Ciralsa, tenint com a data final mínima de la concessió el 22 de febrer de 2019, data en què podia ser ampliada fins al 22 de febrer de 2018.[26] Aquest tram està gestionat actualment per l'Estat, que a finals de 2018 va anunciar la intenció de baixar el preu en el nou concurs, pendent de redactar i adjudicar.[27]

- El tram Cartagena-Vera tenia un període de concessió de 36 anys a partir del 15 de febrer de 2004, finalitzaria per tant el 15 de febrer de 2019.[28] De la mateixa manera que el tram de la circumval·lació d'Alacant, la gestió és actualment pública sense termini definit de concurs.

- El tram Màlaga-Estepona està concedit fins 2016, i el tram Estepona-Guadiaro, fins 2015.[29]

Gràcies a la fusió de les 2 concessionàries de peatge de l'AP-2 i de l'AP-7 es van desmantellar les barreres de peatge entre els anys 2008 i 2011 a Tarragona, Vendrell i l'Hospitalet de l'Infant a l'AP-7 creant un peatge tancat mitjançant tiquet, amb el que es podia recórrer des de Martorell a Sagunt per l'AP-7 i des de Martorell a Bujaraloz per l'AP-2 sense necessitat d'aturar-se.
L'alliberament de peatge del tram Salou-Alacant va succeir l'1 de gener de 2020, quan va expirar la pròrroga de la concessió, tal com estava previst. L'alliberament dels trams entre La Jonquera i Salou es va produir la mateixa tarda del 31 d'agost de 2021, últim dia de concessió. La resta de trams és d'esperar que vagin expirant progressivament segons s'arribi a la data de finalització de la concessió.

## Trams de l'autopista
| Província | Denominació | Tram                                         | Quilòmetres |
| --------- | ----------- | -------------------------------------------- | ----------- |
| Girona    | E-15 AP-7   | Frontera França-Espanya                      | 7,0         |
| Girona    | E-15 AP-7   | La Jonquera-Figueres (Sud)                   | 22,3        |
| Girona    | E-15 AP-7   | Figueres (Sud)-Girona (Nord)                 | 27,0        |
| Girona    | E-15 AP-7   | Girona (Nord)-Maçanet de la Selva            | 30,0        |
| Girona    | E-15 AP-7   | Maçanet de la selva-L.P.¹ Barcelona          | 7,1         |
| Barcelona | E-15 AP-7   | L.P.¹ Girona-Cardedeu                        | 31,9        |
| Barcelona | E-15 AP-7   | Cardedeu-Granollers                          | 8,0         |
| Barcelona | E-15 AP-7   | Granollers-Montmeló                          | 2,9         |
| Barcelona | E-15 AP-7   | Montmeló-El Papiol                           | 26,8        |
| Barcelona | E-15 AP-7   | El Papiol-Martorell                          | 8,4         |
| Barcelona | E-15 AP-7   | Martorell-Vilafranca del Penedès (Nord)      | 21,9        |
| Barcelona | E-15 AP-7   | Vilafranca del Penedès (Nord)-L.P. Tarragona | 13,9        |
| Tarragona | E-15 AP-7   | L.P.¹ Barcelona-Coma-ruga                    | 12,5        |
| Tarragona | E-15 AP-7   | Coma-ruga-Altafulla                          | 12,3        |
| Tarragona | E-15 AP-7   | Altafulla-Tarragona                          | 14,5        |
| Tarragona | E-15 AP-7   | Tarragona-Salou                              | 10,3        |
| Tarragona | E-15 AP-7   | Salou-Amposta                                | 65,0        |
| Tarragona | E-15 AP-7   | Amposta-L.P.¹ Castelló                       | 22,4        |
| Castelló  | E-15 AP-7   | L.P. Tarragona-Peníscola                     | 20,0        |
| Castelló  | E-15 AP-7   | Peníscola-Torreblanca                        | 26,0        |
| Castelló  | E-15 AP-7   | Torreblanca-Sagunt                           | 34,0        |
| Castelló  | E-15 AP-7   | Sagunt-L.P. València                         | 39,2        |
| Alacant   | E-15 AP-7   | L.P. València-Ondara                         | 7,1         |
| Alacant   | E-15 AP-7   | Ondara-Altea                                 | 29,2        |
| Alacant   | E-15 AP-7   | Altea-Sant Joan d'Alacant                    | 41,0        |
| Alacant   | E-15 AP-7   | Sant Joan d'Alacant - Elx                    | 38,0        |
| Alacant   | E-15 AP-7   | Alacant-Cartagena                            | 42,0        |
| Màlaga    | E-15 AP-7   | Vera-Almeria                                 | 82,0        |
| Màlaga    | E-15 AP-7   | Benalmádena-Estepona                         | 77,0        |
| Màlaga    | E-15 AP-7   | Estepona-Guadiaro                            | 22,2        |

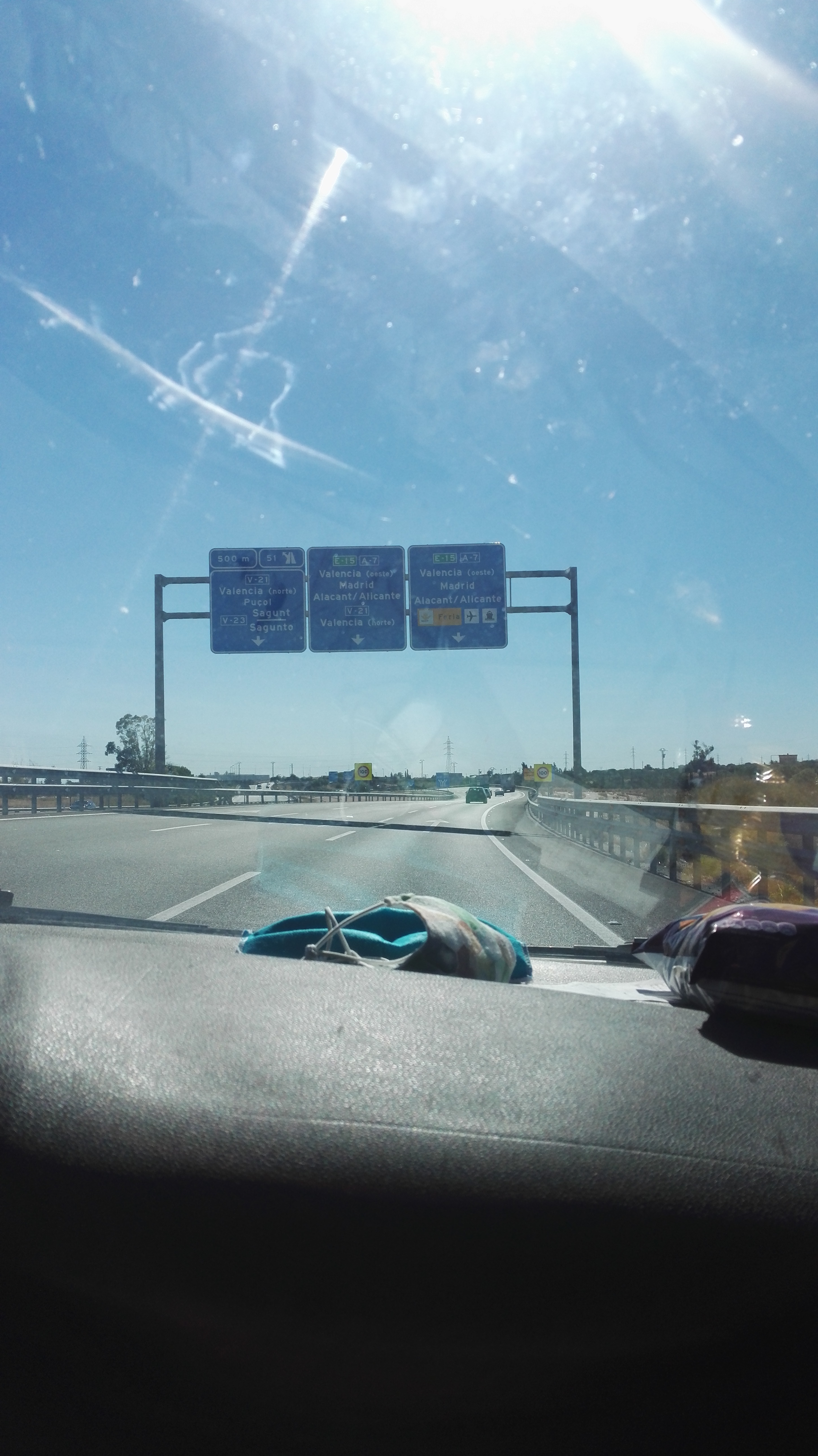
AP-7 a la altura de Valencia

¹ L.P. = Límit de la província de ...

## Eixides de l'AP-7
| Número de Sortida | Nom de Sortida                                                                     |
| ----------------- | ---------------------------------------------------------------------------------- |
| 1                 | La Jonquera Nord / Duana                                                           |
| 2                 | La Jonquera                                                                        |
| 3                 | Figueres Nord - AVE / Roses                                                        |
| 4                 | Figueres Sud / Roses                                                               |
| 5                 | L'Escala / Empúries                                                                |
| 6                 | Girona Nord / Banyoles / Olot / Palamós                                            |
| 6B                | Girona Oest - AVE                                                                  |
| 7                 | Girona Sud / Sant Feliu de Guíxols                                                 |
|                   | Connexió amb l'A-2 a Barcelona                                                     |
| 8                 | Aeroport / CIM la Selva / Riudellots de la Selva / Cassà de la Selva / C-25        |
| 9                 | Maçanet de la Selva / C-35 / Lloret de Mar / Blanes / Malgrat de Mar.              |
| 10                | Hostalric                                                                          |
| 11                | Sant Celoni / Montseny                                                             |
| 12                | Cardedeu / La Roca del Vallès                                                      |
| 12B               | La Roca del Vallès centre / Granollers Est / C-60                                  |
| 13                | Granollers / Montornès del Vallès / Vilanova del Vallès                            |
|                   | Connexió amb l'C-33 a Barcelona                                                    |
| 14                | Parets del Vallès / Vic                                                            |
| 15                | Mollet del Vallès Centre                                                           |
| 16                | Mollet del Vallès Nord                                                             |
| 17                | Caldes de Montbui / CIM Vallès / Mollet del Vallès Sud                             |
| 18                | Santa Perpètua de Mogoda / Polinyà                                                 |
| 19                | Can Salvatella / Ripollet / Santiga / Barberà del Vallès Nord                      |
| 20                | Cerdanyola / Sant Cugat / Rubí                                                     |
| 21                | Barcelona / Sabadell / Manresa / Barberà del Vallès Centre / Cerdanyola del Vallès |
| 22                | Barcelona (Túnels de Vallvidrera) / Manresa                                        |
| 23                | Sant Cugat del Vallès Oest / Rubí Centre                                           |
| 24                | Rubí / Mirasol / Barcelona (Túnels de Vallvidrera) / Manresa                       |
| 25                | Martorell / Manresa / Igualada / Lleida                                            |
| 26                | Gelida / Sant Llorenç d'Hortons                                                    |
| 27                | Sant Sadurní d'Anoia / Subirats                                                    |
| 28                | Vilafranca del Penedès Nord / Igualada / Manresa                                   |
| 29                | Vilafranca del Penedès Centre / Vilanova i la Geltrú / Sitges                      |
| 30                | Vilafranca del Penedès Sud / Santa Margarida i els Monjos                          |
|                   | Connexió amb l'AP-2 a Lleida                                                       |
| 31                | El Vendrell / Coma-ruga / Vilanova i la Geltrú                                     |
| 32                | Torredembarra / Altafulla                                                          |
| 33                | Tarragona Centre / Valls - AVE                                                     |
| 34                | Tarragona Zona Industrial / Reus Est / Aeroport / CIM el Camp                      |
| 35                | Vila-seca / Salou / Reus Sud / Port-aventura                                       |
| 37                | Cambrils                                                                           |
| 38                | L'Hospitalet de l'Infant / Móra la Nova                                            |
| 39                | L'Ametlla de Mar / El Perelló                                                      |
| 39A               | L'Ampolla                                                                          |
| 40                | Tortosa / L'Aldea                                                                  |
| 41                | Amposta / Sant Carles de la Ràpita                                                 |
| 42                | Vinaròs / Ulldecona                                                                |
| 43                | Peníscola / Benicarló                                                              |
| 44                | Torreblanca / Alcossebre                                                           |
| 45                | Orpesa / Benicàssim                                                                |
| 46                | Castelló de la Plana Nord                                                          |
| 47                | Castelló de la Plana Sud/Port/Vila-real                                            |
| 48                | Borriana / Nules / Les Alqueries                                                   |
| 49                | La Vall d'Uixó / Moncofa                                                           |
| 51                | Puçol / Sagunt                                                                     |

| Número d'Eixida | Nom d'Eixida                                                |
| --------------- | ----------------------------------------------------------- |
| 58              | Alzira / Algemesí / Sueca                                   |
| 59              | Cullera / Sueca / Favara                                    |
| 60              | Gandia / Xeresa / Xeraco / Tavernes de la Valldigna         |
| 61              | Oliva / Pego / Gandia                                       |
| 62              | Ondara / Dénia / Xàbia                                      |
| 63              | Benissa / Teulada                                           |
| 64              | Altea / Calp                                                |
| 65              | Benidorm (Llevant)                                          |
| 65A             | Benidorm (Ponent)/Terra Mítica                              |
| 66              | La Vila Joiosa                                              |
| 676             | El Campello                                                 |
| 681             | Mutxamel / Sant Joan / Xixona                               |
| 691             | Alacant / Sant Vicent del Raspeig / Alcoi A-77              |
| 704             | Alacant / Aeroport / Novelda / Madrid A-31                  |
| 710             | Elx (est) / Santa Pola EL-20                                |
| 730             | Crevillent/ Catral                                          |
| 733             | Catral / Albatera / Callosa de Segura                       |
| 737             | Dolores / Almoradí (nord) / Sant Fulgenci)                  |
| 740             | Almoradí (sud) / Rojals / Guardamar del Segura / Benejússer |
| 743             | Benijòfar / Algorfa                                         |
| 745             | Torrevella (nord) / Ciutat Quesada                          |
| 751             | Els Montesinos / Bigastre                                   |
| 754             | Sant Miquel de Salines / Benijòfar                          |
| 758             | Torrevella (sud) / Oriola                                   |
| 763             | Oriola Costa / La Sénia                                     |
| 768             | Dehesa de Campoamor / Mil Palmeras                          |
| 770             | El Pilar de la Foradada (nord) / Torre de la Foradada       |
| 774             | El Pilar de la Foradada (sud) / San Pedro del Pinatar       |
| 775             | Los Tarregas / Lo Romero                                    |
| 777             | Lo Pagán / El Mirador / Santiago de la Ribera               |
| 780             | San Javier (nord) / Sucina / Santomera RM-1                 |
| 782             | San Javier (oest) / Aeroport / Múrcia RM-19                 |
| 784             | San Javier (sud) / Acadèmia General de l'Aire               |
| 790             | Torre Pacheco / Los Alcázares                               |
| 794             | Los Alcázares (sud) / El Carmolí / Los Urrutias             |
| 797             | El Algar                                                    |
| 800             | La Manga RM-12                                              |
| 801             | Cartagena (est) CT-32                                       |

## En la cultura popular
- L'AP-7 va ser, junt amb altres carreteres de peatge dels Països Catalans, escenari de les mobilitzacions en contra de les carreteres de peatge en el marc de la campanya novullpagar, l'any 2012.
- També va ser escenari de les manifestacions en contra de la sentència del Tribunal Suprem d'Espanya sobre el referèndum sobre la independència de Catalunya del primer d'octubre de 2017, quan en el marc de les protestes convocades per Tsunami Democràtic els manifestants van tallar l'autopista al seu pas per La Jonquera de forma continuada entre el 11 i el 13 de novembre de 2019, tall que després va continuar a Salt.
- L'AP-7 és mencionada a la cançó Esbarzers, del grup valencià La Gossa Sorda.
- L'AP-7 dona nom i protagonitza una de les cançons del cantautor valencià Òscar Briz.[31]